# 東大 (俳優)
東 大（ひがし だい、1965年11月10日 - ）は、東京都出身の日本の俳優である。芸能事務所カロスエンターテイメントに所属する。主に舞台俳優として活動する。

## 人物
東京大学法学部を卒業した。
趣味はクイズ・手品・歌唱・横浜ベイスターズ応援・格闘技観戦・旅行、特技は小論文・ダジャレ・太極拳である。

## 出演

### テレビ番組
- 年収格差別!お金バラエティー ピラミッド（TBSテレビ）[2]
- 篤姫（NHK）[1]
- こたえてちょーだい!（フジテレビジョン）[1]

### 映画
- ダンボールハウスガール（監督：松浦雅子）[1]
- 亀は意外と速く泳ぐ（監督：三木聡）[1]
- ぼくたちと駐在さんの700日戦争（監督：塚本連平）[1]
- 恐怖（監督：高橋洋）[1]

### 舞台
- 秘密の花園（原作：唐十郎、シアター1010）[1]
- 神鷲は死なない（演出：岩村久雄）[1]
- からくり儀右衛門～東芝を作った男（演出：竹内一郎、紀伊國屋ホール）[1]

### CM
- アコム[1]
- サッポロビール[1]